# Henry I. Emerson

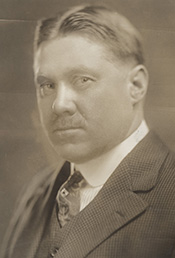
Henry I. Emerson

Henry Ivory Emerson (* 15. März 1871 in Litchfield, Kennebec County, Maine; † 28. Oktober 1953 in East Cleveland, Ohio) war ein US-amerikanischer Politiker der Republikanischen Partei. Von 1915 bis 1921 war er Mitglied des Repräsentantenhauses der Vereinigten Staaten für den 22. Kongressdistrikt des Bundesstaates Ohio.

## Leben
Geboren wurde Henry I. Emerson im kleinen Ort Litchfield in Maine. Später zog er mit seinen Eltern nach Lewistown, wo er die Schule besuchte und Jura studierte. 1892 zog er nach Cleveland, wo er 1893 sein Studium vollendete. Im selben Jahr erhielt Emerson seine Anwaltszulassung und wurde als Anwalt in Cleveland tätig. 1902 und 1903 saß er im Stadtrat von Cleveland.
1914 wurde er als Vertreter des 22. Distrikts von Ohio ins US-Repräsentantenhaus gewählt. Den 22. Distrikt vertrat er für insgesamt drei Legislaturperioden. 1921 schied er aus dem Kongress aus und wurde wieder als Anwalt tätig. 1953 starb Emerson in East Cleveland und wurde auf dem Lakeview Cemetery in Cleveland beigesetzt.